# Acomys kempi
Acomys kempi é uma espécie de roedor da família Muridae. Encontra-se distribuído geograficamente na Somália, Tanzânia e Quênia. Em setembro de 2012 foi publicado na revista Nature a capacidade destes ratos regenerarem tecidos, até mesmo folículos pilosos e cartilagens, sem deixar cicatrizes. Esta espécie é capaz de desprender 60% de sua pele para escapar de um predador.